# Иш-Йоль-Икналь
Иш-Йоль-Икналь («Госпожа из Сердца Места Ветров») — правительница Баакульского царства со столицей в Паленке с 23 декабря 583 года по 7 ноября 604 года. Дата рождения Иш-Йоль-Ик’наль неизвестна.
Иш-Йоль-Ик’наль самостоятельно правила царством, и носила полный царский титул.

## История правления
Иш-Йоль-Ик’наль была дочерью предыдущего правителя Кан-Б’алама I. Кан-Б’алам I умер не имея наследника сына.
Иш-Йоль-Ик’наль взошла на трон 23 декабря 583 года. За время правления Иш-Йоль-Ик’наль произошло два нападения на государство.
При первом нападении 21 апреля 599 года вероятно был разрушен Паленке. После этого поражения, Баакульское царство сохранило самостоятельность и вело войны не один год.
16 мая 603 года царь Шукальнаха Йахав-Чан-Муваан I (600—605 гг.) одержал победу над на членом царской семьи Баакульского царства. Йахав-Чан-Муваан I в то время являлся вассалом Йокиба и вёл войны против Баакульского царства на стороне Канульского царства.
Иш-Йоль-Ик’наль умерла в неспокойное время — 7 ноября 604 года. После смерти царицы, трон занял её сын Ахен-Йоль-Мат, который воцарился 4 января 605 года.